# 第一軍團 (奧匈帝國)
第1軍團（德語：k.u.k. 1. Armee）是第一次世界大戰期間，奧匈陸軍的軍團級單位，於1914年至1915年在加利西亞與俄屬波蘭作戰，1916年夏季一度解編，後又重組並投入羅馬尼亞戰役。1918年4月，第1軍團因損失過重，在羅馬尼亞的戰事落幕後宣告復員。

## 歷史

### 東線戰場
第1軍團編成於1914年，依據奧匈帝國的作戰計畫，將會編組6個陸軍軍團以支應對抗塞爾維亞與俄羅斯帝國的作戰。如同奧匈帝國的其他軍團，第1軍團指揮部及由若干個軍組成，此外尚有一些獨立部隊，首任司令官是騎兵上將維克托·丹克爾，下轄第1、第5、第10軍，原駐地分別為克拉科夫、普雷斯堡及普熱梅希爾。在丹克爾的指揮下，第1軍團於1914年8月23日至25日之間在克拉希尼克戰役擊退了俄羅斯第4軍團，這也是奧匈帝國在大戰中的第一勝，丹克爾也因此獲得「馮·克拉希尼克」（von Krásnik）的貴族頭銜。然而，奧匈帝國在加利西亞的其他戰場上節節敗退，第1軍團也被迫退守到克拉科夫北側。

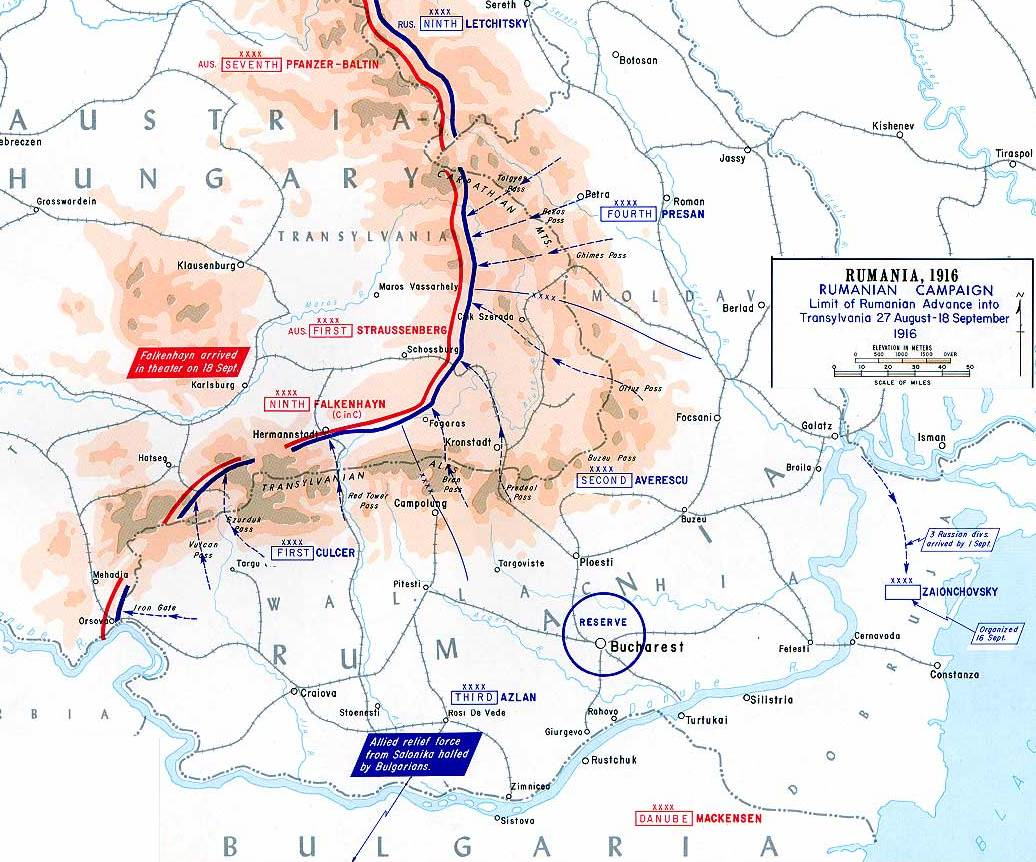
1916年8月，羅馬尼亞進攻特蘭西瓦尼亞時，第1軍團的佈署情況

1914年冬季，第1軍團投入了維斯杜拉河戰役，最遠推進到伊凡哥羅德。1915年5月，丹克爾調往新開闢的義大利戰線，由騎兵上將卡爾·基爾希巴赫·馮·勞特巴赫接任，數個月後再由砲兵上將保羅·普哈洛·馮·布爾羅格男爵取代。第1軍團此時留在沃羅德米爾─沃倫斯基修整，沒有和奧匈帝國的其他軍團一同參加戈爾利采─塔爾努夫攻勢。
戈爾利采─塔爾努夫攻勢結束後，普哈洛的第1軍團進駐了桑多梅日與塔爾洛─約澤弗夫（Tarlo-Jozefow）的橋頭堡；1916年初時又被編入柏姆-厄爾默利指揮的軍團之下。依照馬肯森的指揮，第1軍團又被派往布格河，加入林辛根的軍團；但直到俄軍開始大撤退時，第1軍團幾乎沒有任何行動，而東線戰場也在這段期間出現停滯。

### 羅馬尼亞
1916年夏季，第1軍團在勃魯希洛夫攻勢下被迫後撤，據參謀部所言，第1軍團在此前已權宜性的解散，以支援鄰近的單位，指揮部也因此解編。8月，第1軍團完成重組，由原第6軍軍長阿圖爾·阿爾茲·馮·史特勞森堡步兵上將出任司令官。羅馬尼亞也於此時參戰，攻入特蘭西瓦尼亞地區，史特勞森堡指揮的第1軍團在8月底擋下了對方的攻勢。隨著中歐同盟反攻進入羅馬尼亞境內，第1軍團與德國第9軍團、土耳其、保加利亞的部隊一同作戰，此時第1軍團隸屬於卡爾大公軍團轄下。1916年11月，卡爾大公繼任為奧匈帝國皇帝卡爾一世，史特勞森堡也升任參謀總長一職，取代康拉德·馮·赫岑多夫伯爵。
一級上將法蘭茨·羅爾·馮·登塔於1917年2月接掌第1軍團，在往後的一年中，第1軍團幾乎都待在羅馬尼亞境內，隸屬於約瑟夫大公軍團。在著名的第二次奧伊圖茲戰役中，第1軍團下轄的第8軍擔任主攻，但卻受到了頑強的抵抗而落敗，僅僅往前推進了2至6公里。1918年2月，第1軍團改編至科菲斯元帥指揮的科菲斯軍團（Army Group Kövess）轄下，此時奧匈帝國在東線各戰場上皆蒙受了相當嚴重的損失，當羅馬尼亞在1918年4月瀕臨失敗，準備進行談判時，第1軍團也於4月15日宣告解散。

## 戰鬥序列
1914年8月動員後，第1軍團由3個軍組成，另有3個獨立的師及其他直轄附屬單位。
| 1914年8月，第1軍團戰鬥序列 | 1914年8月，第1軍團戰鬥序列 | 1914年8月，第1軍團戰鬥序列 |
| 軍團                       | 軍                         | 師                         |
| -------------------------- | -------------------------- | -------------------------- |
| 第1軍團                    | 第1軍                      | 第5步兵師                  |
| 第1軍團                    | 第1軍                      | 第46本土防衛步兵師         |
| 第1軍團                    | 第5軍                      | 第14步兵師                 |
| 第1軍團                    | 第5軍                      | 第33步兵師                 |
| 第1軍團                    | 第5軍                      | 第37匈牙利本土防衛師       |
| 第1軍團                    | 第10軍                     | 第2步兵師                  |
| 第1軍團                    | 第10軍                     | 第24步兵師                 |
| 第1軍團                    | 第10軍                     | 第45本土防衛步兵師         |
| 第1軍團                    | 直轄部隊                   | 第12步兵師                 |
| 第1軍團                    | 直轄部隊                   | 第3騎兵師                  |
| 第1軍團                    | 直轄部隊                   | 第9騎兵師                  |

### 1916年10月
1916年10月下旬，第1軍團於羅馬尼亞的戰鬥序列如下：
- 第21軍
- 第6軍
- 斯泰因戰鬥群（Group Stein）
  - 第71步兵師
  - 第1騎兵師
  - 第8巴伐利亞預備師（英语：8th Bavarian Reserve Division）（德國）

### 1917年7月
1917年7月，第1軍團在第二次奧伊圖茲戰役的戰鬥序列如下：
- 格羅克（英语：Friedrich von Gerok (officer)）戰鬥群（Group Gerok）
  - 第8軍
    - 第70步兵師
    - 第71步兵師
    - 第117步兵師（英语：117th Infantry Division (German Empire)）（德國）
    - 第7騎兵師
    - 第8騎兵師
- 第6軍
- 利波切克戰鬥群（Group Liposcék）

## 歷任指揮官
| 上任          | 軍階     | 姓名                        |
| ------------- | -------- | --------------------------- |
| 1914年8月     | 騎兵上將 | 維克托·丹克爾·馮·克拉希尼克 |
| 1915年5月23日 | 騎兵上將 | 卡爾·基爾希巴赫·馮·勞特巴赫 |
| 1915年6月10日 | 砲兵上將 | 保羅·普哈洛·馮·布爾羅格     |
| 1916年8月16日 | 步兵上將 | 阿圖爾·阿爾茲·馮·史特勞森堡 |
| 1917年2月     | 一級上將 | 法蘭茨·羅爾·馮·登塔         |

| 上任          | 軍階 | 姓名                                                                   |
| ------------- | ---- | ---------------------------------------------------------------------- |
| 1914年8月     | 少將 | 阿爾弗雷德·科恰諾夫斯基·馮·科爾維瑙（Alfred Kochanovsky von Korwinau） |
| 1916年4月     | 少將 | 赫爾曼·薩拉加爾（Hermann Sallagar）                                    |
| 1916年8月16日 | 上校 | 約瑟夫·胡貝爾·馮·塞凱伊弗爾德（Josef Huber von Szekelyföld）           |